# Parti agrarien espagnol
Le Parti agrarien espagnol (PAE) (en espagnol : Partido Agrario Español), est un parti politique de la Seconde République espagnole.